# Ad-Dalandż
Ad-Dalandż (arab. الدلنج – trl. Ad-Dalanǧ, trb. Ad-Dalandż; ang. Dalang, Dalanj,  Dilling) – miasto w Sudanie, w prowincji Kordofan Południowy, w dystrykcie Ad-Dalandż, którego stanowi siedzibę administracyjną.

## Położenie
Miasto położone jest w południowej części kraju, w północnej części prowincji, w Górach Nubijskich, 135 km na północ od Kadukli – stolicy Kordofanu Południowego, oraz 145 km na południe od Al-Ubajjid – stolicy Kordofanu Północnego. Na wschodnich obrzeżach miasta położone jest niewielkie jezioro o tej samej nazwie.

## Demografia
W 2008 roku liczyło 59 089 mieszkańców i było drugim co do liczby mieszkańców miastem prowincji.
Zmiany liczby ludności miasta od 1973 roku:
| Rok             | 1973   | 1983   | 2008   |
| Liczba ludności | 19 216 | 24 681 | 59 089 |

Miasto zamieszkują różne grupy etniczne, wśród których najliczniejsze stanowią: Nubijczycy, Fellata i Hawazzma. Większość z nich zajmuje się handlem, hodowlą bydła oraz rękodzielnictwem, tworząc drobne, skórzane lub metalowe wyroby.

## Transport
Miasto ma połączenie drogowe ze stolicą kraju Chartumem. Przebiega przez nie droga asfaltowa, łącząca Kadukli z Al-Ubajjid, która następnie łączy się z drogą szybkiego ruchu B26, prowadzącą do Chartumu. W północnej części miejscowości znajduje się lotnisko. Trwa budowa drugiego lotniska położonego na południowych obrzeżach miasta.

## Edukacja
W mieście znajduje się uniwersytet: University of Dalang. Powstał w 1994 roku na mocy prezydenckiego dekretu, mającego na celu poprawę szkolnictwa wyższego w Sudanie. Przeniesiono tu wówczas Wydział Edukacji (Faculty of Education) i Wydział Inżynierii Rolnej (Faculty of Agricultural Science) z uniwersytetu w Al-Ubajjid. W 1995 roku utworzono Centrum Badań nad Pokojem (Center for Peace Studies) oraz Centrum Informatyki (Computer Center). W 1999 roku powołano Wydział Wspólnoty Rozwoju (Faculty of Community Development). W roku 2001 został otwarty Wydział Studiów Podyplomowych (Faculty of Post-Graduate Studies).